# Nick Bottom

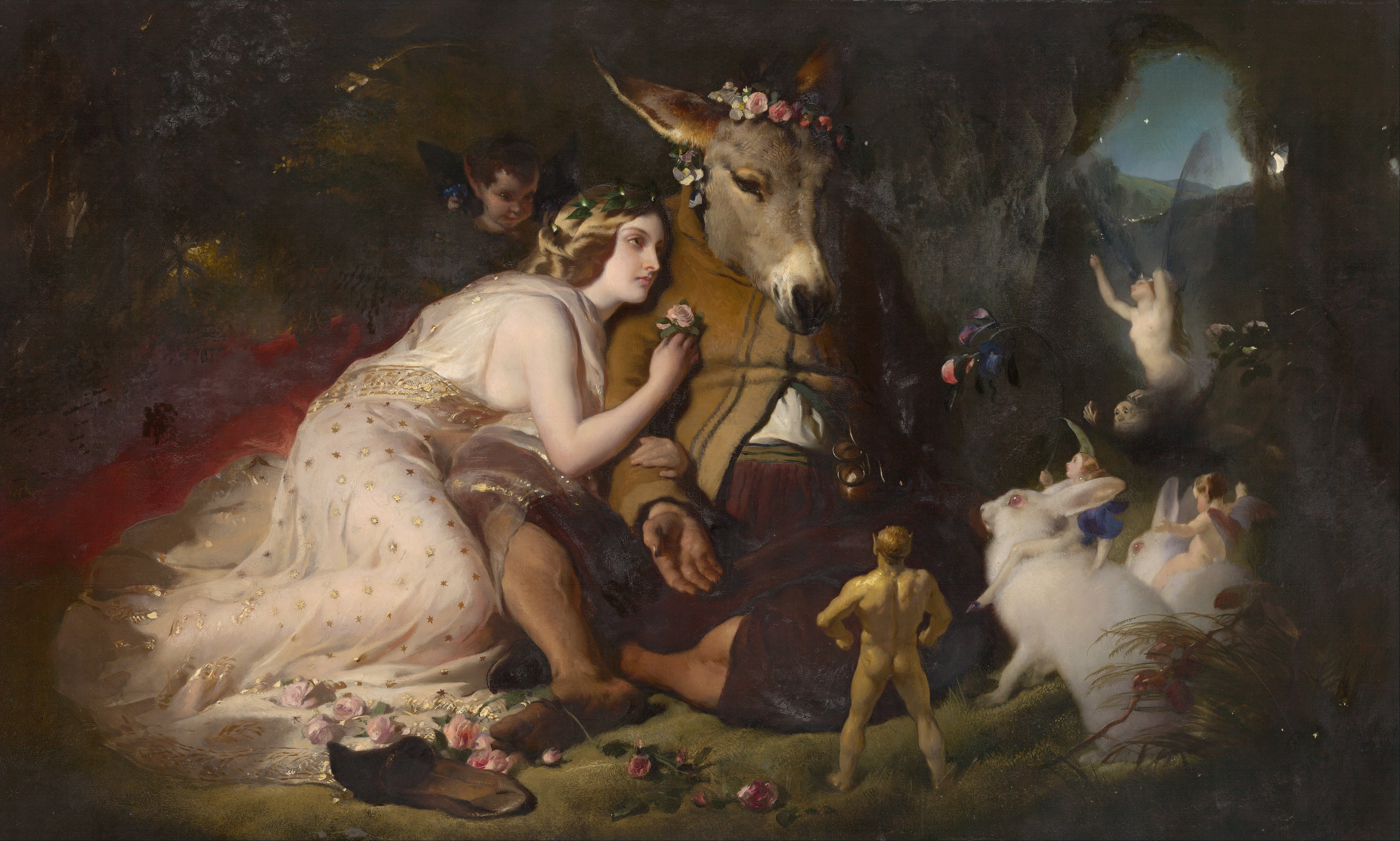
Titania en Nick Bottom

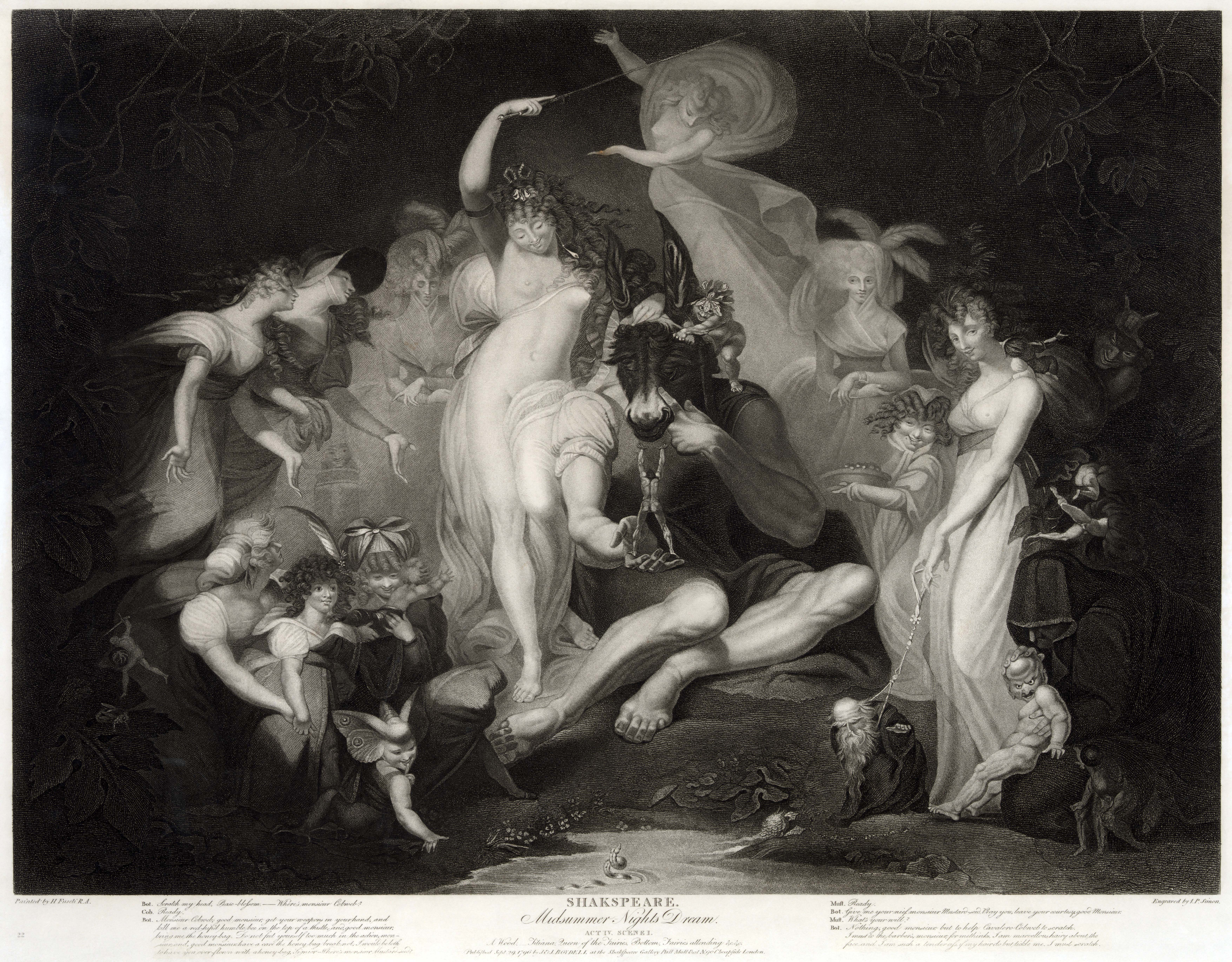
Titania en Nick Bottom

Nick Bottom is een personage in William Shakespeares A Midsummer Night's Dream.
Hij is de charismatische natuurlijke leider en zorgt voor een komische noot gedurende het theaterspel. Hij is vooral bekend om zijn hoofd dat verandert in een ezelskop gedurende de opvoering.
Nick is lid van een groep in het stuk die bekend zijn als de lagere arbeiders, geleid door Peter Quince. Ze repeteren voor een toneelstuk dat ze hopen te mogen spelen voor Theseus. Nick hoopt er een mooie beloning voor te krijgen.
Nick wordt in het bos waar zijn groep aan het repeteren is opgemerkt door Puck, een handlanger van Oberon, Puck besluit wat lol te maken ten koste van Nick, terwijl hij een deel van Oberons bevelen opvolgt. Wanneer Nick op het toneel komt in zijn rol van Pyramus verandert Puck zijn hoofd in een ezelskop. Wanneer Nick het toneel verlaat, onwetende van de transformatie, gaan alle andere acteurs van hem hysterisch lopen.
Nick Bottom denkt dat ze hem een poets willen bakken. Hij blijft alleen in het bos achter en begint luid te zingen, om zich ervan te overtuigen dat hij niet bang is. De feeënkoningin Titania wordt gewekt door zijn zingen. Ze is betoverd door het sap van een zeldzame magische bloem, waar Oberon haar echtgenoot voor heeft gezorgd, in een opwelling van jaloezie. Door de betovering wordt ze diep verliefd op Nick. Titania geeft onmiddellijk het bevel aan haar feeën dat ze Nick moeten behandelen als ware hij een echte nobele persoonlijkheid. 
Nadat de betovering is uitgewerkt, ziet Titania dat de romantische ervaring met de getransformeerde Nick Bottom maar een droom was, en ze heeft een afkeer van zijn uiterlijk. Nadat Oberon Puck het bevel geeft om Nick terug te transformeren, voert Puck tegen zijn zin in het commando uit. De feeën laten Nick Bottom achter slapend in het bos. Niet ver van de Atheense geliefden Hermia, Lysander, Helena en Demetrius. Hij wordt wakker nadat de geliefden al vertrokken zijn, zijn eerste gedachte hierbij is dat hij vermoedelijk in slaap was gevallen in het bos, tijdens de repetitie, en dat hij zijn beurt heeft gemist. Hij begrijpt al snel dat hij een heel raar visioen heeft gehad. Hij staat versteld van de gebeurtenissen in zijn droom, en vraagt zich af of het wel echt een droom was. Hij besluit daarop dat hij aan Peter Quince de opdracht zal geven om een ballade van zijn droom te schrijven. Terug bij zijn vrienden is hij niet in staat om onder woorden te brengen wat hem is overkomen en zegt: "als ik het jullie zou vertellen, ben ik geen echte Athener".
Theseus verkiest uiteindelijk het toneelspel van Nick Bottom en zijn vrienden, voor zijn huwelijk en het huwelijk tussen de vier geliefden, het is slecht geschreven en opgevoerd, Nick vertolkt de sterfscène van Pyramus, een toneelspel in een toneel.